# تريفور كلارك (سياسي)
تريفور كلارك (بالإنجليزية: Trevor Clarke)‏ هو سياسي بريطاني، ولد في 28 يوليو 1967. حزبياً، نشط في الحزب الديمقراطي الاتحادي.

## مناصب
- انتخب Member of the 6th Northern Ireland Assembly ‏ عن دائرة South Antrim (Assembly constituency) [الإنجليزية]‏ وقد انضم خلال فترته النيابية ‏ (28 يونيو 2017 – )  للكتلة البرلمانية الحزب الديمقراطي الاتحادي.
- في انتخابات الجمعية التشريعية لأيرلندا الشمالية،  2007 [الإنجليزية]‏، انتخب عضو الجمعية التشريعية الثالثة لأيرلندا الشمالية عن دائرة South Antrim (Assembly constituency) [الإنجليزية]‏ وقد انضم خلال فترته النيابية ‏ (9 مارس 2007 – 24 مارس 2011)  للكتلة البرلمانية الحزب الديمقراطي الاتحادي.
- في انتخابات الجمعية التشريعية لأيرلندا الشمالية، 2011 [الإنجليزية]‏، انتخب عضو الجمعية التشريعية الرابعة لأيرلندا الشمالية ‏ عن دائرة South Antrim (Assembly constituency) [الإنجليزية]‏ وقد انضم خلال فترته النيابية ‏ (6 مايو 2011 – 24 مارس 2016)  للكتلة البرلمانية الحزب الديمقراطي الاتحادي.
- في 2016 Northern Ireland Assembly election [الإنجليزية]‏، انتخب Member of the 5th Northern Ireland Assembly ‏ عن دائرة South Antrim (Assembly constituency) [الإنجليزية]‏ وقد انضم خلال فترته النيابية ‏ (7 مايو 2016 – 26 يناير 2017)  للكتلة البرلمانية الحزب الديمقراطي الاتحادي.